# Апостолос Петканас
Апо̀столос Петкана̀с (на гръцки: Απόστολος Πετκανάς) е гръцки политик от втората половина на XX век.

## Биография
Роден е в 1928 година в западномакедонския град Костур (Кастория), Гърция, като седмо дете в семейството на Георгиос и Петкана Маламатис. Баща му е спонсор на гръцкото училище в града, а когато по икономически причини емигрира в Америка, е секретар на нюйоркското костурско дружество „Омония“. Майка му Петкана Маламати, по баща Париси, е от голяма фамилия от Долца. Петканас започва да учи право, но завършването му се забавя две години поради Втората световна война. Специализира трудово право и работи като защитник на икономически слаби работници.
В края на 1950 година основава футболния клуб Арис Кастория, който в 1963 година се слива с Атромитос и Орестиада, за да се появи ФК Кастория. Дълги години Петканас е представител на Гръцката асоциация по лека атлетика.
В 1960 година се жени за Мери Кольопулу, потомка на Константин Попставрев. През 60-те години успоредно на адвокатстването, участва в местната политика и два мандата е избиран в общинския съвет при кмета Михалис Папамадзарис.
При режима на полковниците, Петканас е сред малкото адвокати, които отказват да го поддържат в Костур и съответно е преследван и професионално и лично, като няколко пъти е арестуван.
С идването на демокрацията в 1975 година като независим е избран за пръв кмет на Костур. Като кмет работи активно за установяване на демократичните процедури в общинското управление в Костур. Поради смъртта на съпругата му в 1979 година, едва на 37 години, не се кандидатира за втори мандат и се оттегля от политиката. В 1982 година по настояване на приятели отново се кандидатира и печели с 57,21% местните избори срещу Николаос Дойкос. Като кмет прилага широки културни, спортни и социални политики, като спомага за оформянето на Костур като европейска културна туристическа дестинация. При неговото кметуване е построено кметството, обновен е манастирът „Света Богородица Мавровска“, изградени са северният и южният плаж, водопровод и канализация на града и е създадена филхармония. Провежда се и първата годишна среща на костурчани, емигранти по света.
В 1986 година Петканас решава да не се кандидатира отново, за да отстъпи място на младото поколение. В 1987 година започва работата си върху книгата „Госпожа Костур“, изследване върху културната и спортната история на града.
Умира от рак през декември 1994 година. В 2014 година на кметството в Костур е поставена негова паметна плоча.